# Michel-Marie Pacthod

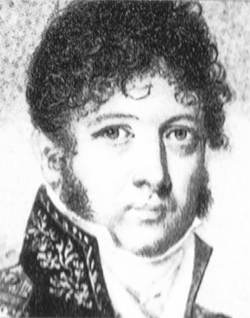
Michel-Marie Pacthod

Michel-Marie Pacthod (* 16. Januar 1764 in Saint-Julien-en-Genevois; † 24. März 1830 in Paris) war ein französischer Général de division  der Infanterie.

## Leben
Pacthod stammte aus einer Familie aus Saint-Julien, damals dem Piemont zugehörig. Schon früh sympathisierte er mit den Ideen der französischen Revolution und als sich die Möglichkeit bot, schloss er sich den französischen Truppen an.
Da er sich durch Tapferkeit immer wieder auszeichnete wurde er auch schnell befördert. Während der Belagerung von Toulon (18. September bis 18. Dezember 1793) wurde er siebenmal verwundet.
Als Mitglied des Generalstabs übernahm er im Januar 1795 das Militärkommando der Stadt Marseille. Zu dieser Zeit hatten britische Truppen die Insel Korsika besetzt und die Familie von General Napoleon Bonaparte kamen ins Exil nach Marseille. Da Napoleon zeit seines Lebens der Meinung war, Pacthod hätte es an der nötigen Unterstützung seiner Familie gegenüber fehlen lassen, verhinderte er lange Zeit dessen militärischen Beförderungen.
Auch als sich Pacthod in den Schlachten bei Halle (17. Oktober 1806) und Lübeck (6. November 1806) auszeichnete, bemühte sich Marschall Jean Baptiste Bernadotte für Pacthod um ihn in eine bessere Lage zu versetzen, doch Napoleon verweigerte dies immer mit dem Hinweis auf die Vorkommnisse in Marseille.
In den Kämpfen bei Mohrungen (25. Januar 1807) wurde Pacthod verwundet, konnte aber an der Schlacht bei Friedland (14. Juni 1807) teilnehmen. Er wurde dann in den Napoleonischen Kriegen auf der Iberischen Halbinsel eingesetzt und kämpfte bei Durango (31. Oktober 1808) und Espinosa (10./11. November 1808).
Anschließend wechselte Pacthod in die Armée d’Italie und zeichnete sich bei Raab (14. Juni 1809) und Wagram (5./6. Juli 1809) aus. Weitere Höhepunkte seines militärischen Lebens waren die Kämpfe bei Bautzen (20./21. Mai 1813) und Hoyerswerda (27. Mai 1813); ein Tiefpunkt war die Niederlage in der Schlacht an der Katzbach (26. August 1813), als seine Division sich zur Flucht auflöste und deren Reste gefangen genommen wurden. In der Völkerschlacht bei Leipzig kommandierte er die 10. Infanteriedivision im 5. Corps von Général de Lauriston. In der Schlacht bei Fère-Champenoise (25. März 1814) wurde er zusammen mit General François Pierre Amey gefangen genommen.
Pacthod war kein absoluter Anhänger Napoleons und sah deshalb die Rückkehr der Bourbonen sehr aufgeschlossen. Napoleons Herrschaft der Hundert Tage unterstützte er deshalb nicht und wurde daraufhin während der Restauration von König Ludwig XVIII. auf verschiedenen militärisch-administrative Posten befördert.
Michel-Marie Pacthod starb im Alter von 66 Jahren am 24. März 1830 in Paris und fand auf dem Friedhof Père-Lachaise seine letzte Ruhestätte.

## Ehrungen
- 1808 baron de l’émpire
- 1813 comte de l’émpire
- Sein Name findet sich am südlichen Pfeiler (26. Spalte) des Triumbogens am Place Charles-de-Gaulle (Paris).